# Sauran
Sauran (kasachisch Сауран, auch Sawran) ist eine archäologische Stätte an der Seidenstraße im südlichen Kasachstan. In ihrer Blütezeit war die Stadt die größte im heutigen Territorium Kasachstans und ein bedeutender Knotenpunkt für Karawanenrouten.

## Lage
Sauran befindet sich im Gebiet Türkistan, gut 40 km nordwestlich der Gebietshauptstadt Türkistan, wenige hundert Meter östlich der Grenze zum Gebiet Qysylorda. Im Norden passieren die Strecke der Trans-Aral-Eisenbahn sowie der M32 die Ausgrabungsstätte. Etwa 10 km südlich der Stätte liegt das aktuelle Flussbett des Syrdarja. Das gleichnamige Dorf Sauran sowie die gleichnamige Haltestelle der Trans-Aral-Eisenbahn befinden sich etwa 15 km südöstlich.

## Beschreibung

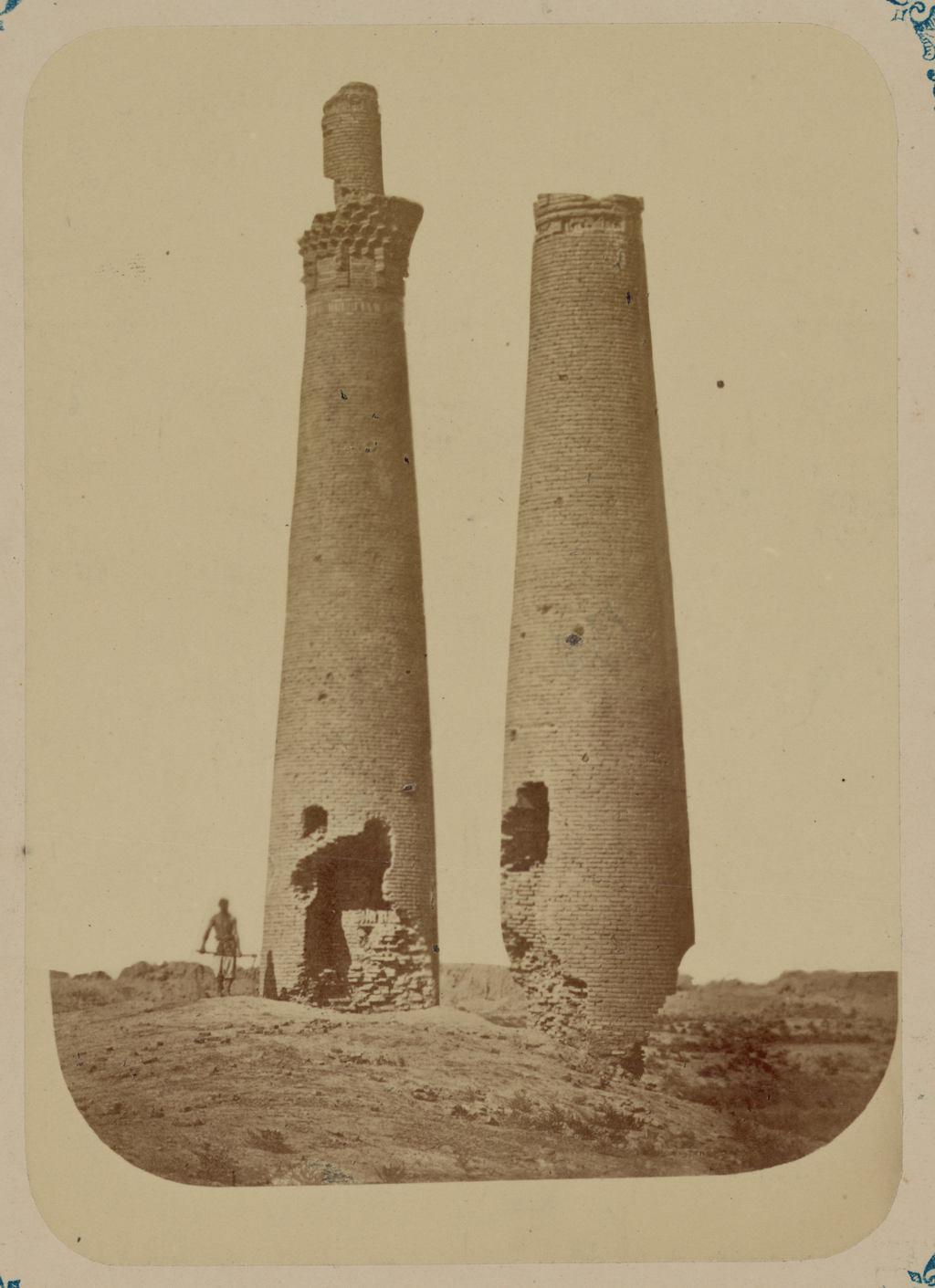
Aufnahme der Minarette Saurans aus dem Jahr 1866

Sauran gilt als die am besten erhaltene mittelalterliche Ruinenstadt Kasachstans. Ihr zentraler Teil ist die von einer insgesamt über zwei Kilometer langen Mauer umgebene Zitadelle (Qala) mit einem Ausmaß von etwa 800 × 900 m. Außerhalb der Qala bedeckt der Rest der Stadt ein Gebiet von etwa vier Quadratkilometern. Innerhalb der Mauern finden sich die Ruinen von Gebäuden aus dem 13. bis 18. Jahrhundert, darunter Wohnhäuser, gewerbliche und öffentliche Gebäude, die architektonisch zum Teil mit denen von Samarkand, Chiwa und Buchara vergleichbar sind. Vom Stadttor im Norden führt eine bis zu zehn Meter breite Hauptstraße in die Qala zu einem zentralen ca. 100 × 50 m großen, unter anderem von einer Moschee umgebenen Platz, und von dort weiter zum zweiten Stadttor im Südosten. Östlich der Qala liegt die Nekropole Saurans mit einer Moschee. Um Sauran wurden zahlreiche Karez-Bewässerungskanäle gefunden.

## Geschichte

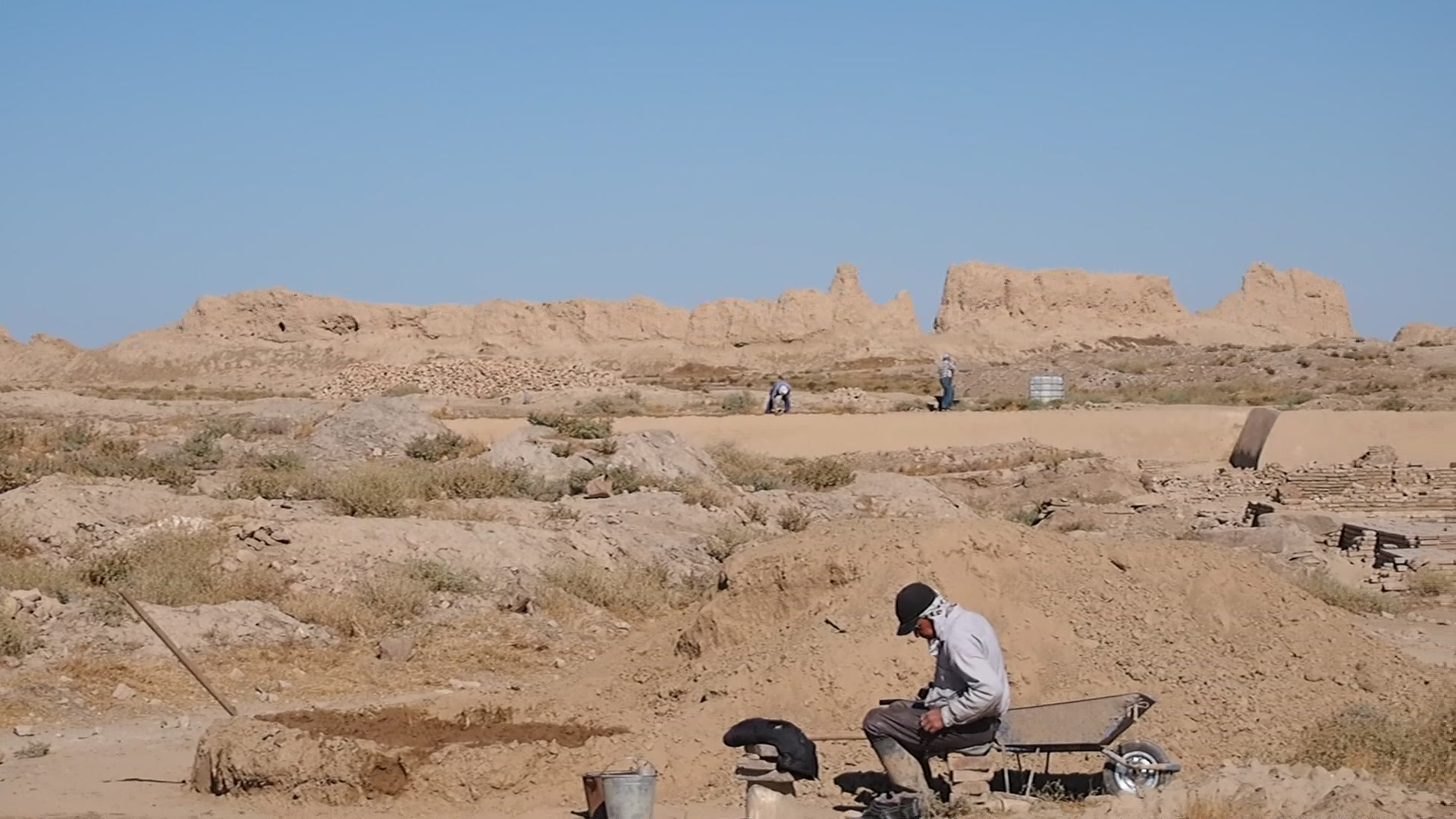
Archäologische Arbeiten in Sauran 2017, im Hintergrund die Reste der Stadtmauer

Erbulat Smagulows Arbeiten zufolge steht die Geschichte Saurans in enger Verbindung mit der des wenige Kilometer südöstlich gelegenen Qaratöbe. Er datiert die Siedlungsschicht Qaratöbes auf die vormongolische Zeit (4. bis 13. Jahrhundert n. Chr.) und die von Sauran auf das 14. bis 18. Jahrhundert. Zwischen den beiden Stätten postulierte Smagulow eine chronologische und territoriale Kontinuität.
Erstmals schriftlich erwähnt wurde Sauran in Zusammenhang mit den Eroberungen der Araber in der Syrdarja-Region in der ersten Hälfte des 8. Jahrhunderts. In der Folge wurde die Stadt von verschiedenen mittelalterlichen Autoren in Zusammenhang mit bestimmten politischen Ereignissen genannt. Die Analyse dieser Informationen erlaubt, so Smagulow, die Charakterisierung Saurans als wichtigstes kulturelles, ökonomisches und politisches Zentrum des mittelalterlichen Kasachstan. Im 14. Jahrhundert war Sauran Hauptstadt der Weißen Horde. Sauran versank schließlich bis zum 18. Jahrhundert zugunsten Türkistans in der Bedeutungslosigkeit.